# Agdistis arenbergeri
Agdistis arenbergeri is een vlinder uit de familie vedermotten (Pterophoridae). De wetenschappelijke naam van deze soort is voor het eerst geldig gepubliceerd in 1986 door Gielis.
De soort komt voor in tropisch Afrika.